# مدفوع‌خواری

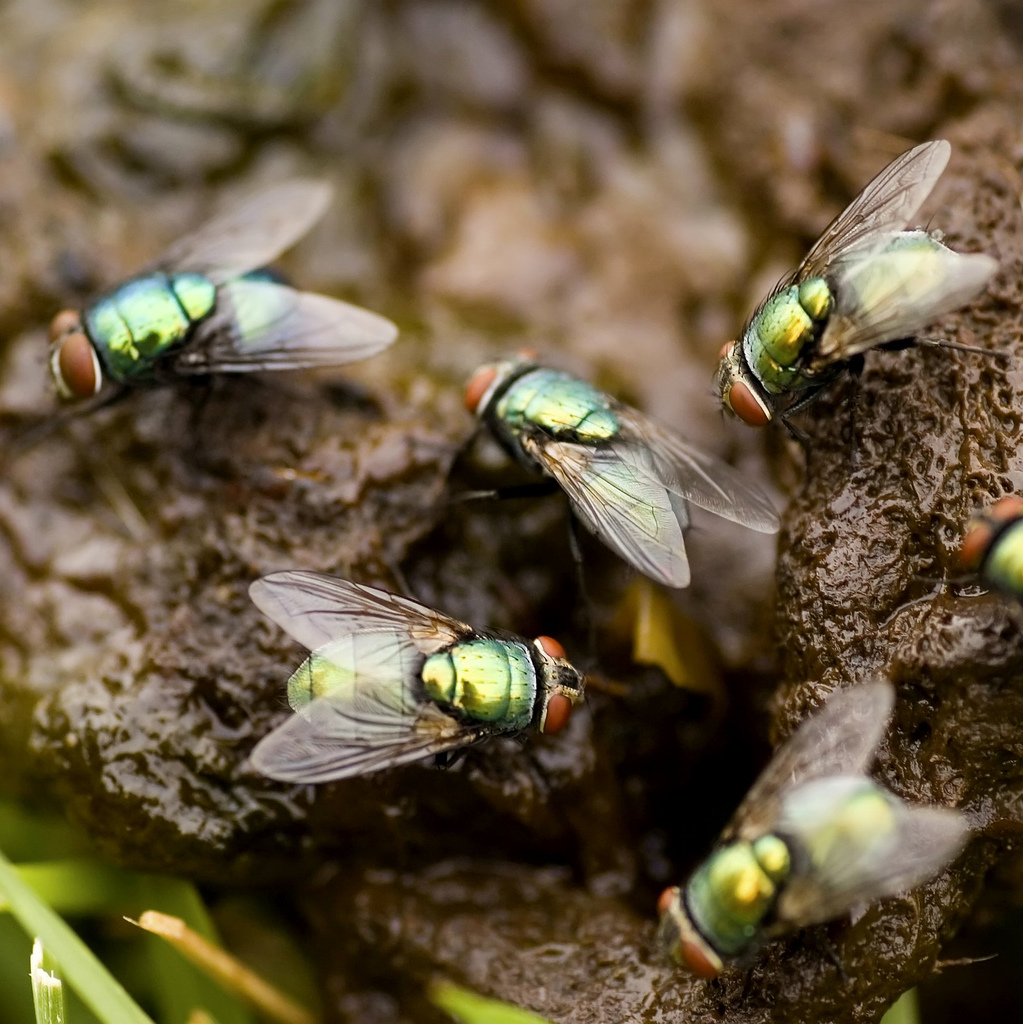
مگس‌هایی روی یک تپاله

مدفوع‌خواری (به انگلیسی: Coprophagia)، عبارت است از خوردن مدفوع و این طرز رفتار یک روش تغذیه‌ای عادی کم و بیش مکمل، برای بسیاری از جانوران است، حشرات نقش بسیار مهمی در بازیافت این ماده آلی بارورکننده را بازی می‌کنند.

وقتی این عمل در بین گونه‌هایی که در میان آن‌ها چنین امری طبیعی نیست دیده می‌شود، این عمل یک کمبود تغذیه‌ای یا یک اختلال روانی را به ویژه نزد انسان‌ها آشکار می‌کند.

## جامعه و فرهنگ
مدفوع‌خواری در پورنوگرافی و معمولاً با نام scat به تصویر کشیده می‌شود.
در کتاب ۱۲۰ روز در سودوم اثر مارکی دوساد که در سال ۱۷۸۵ نوشته شده‌است، مدفوع‌خواری با جزئیات سادومازوخیستی در رابطه با عشق شهوانی شرح داده شده‌است.
توماس پینچن برنده جایزه سال ۱۹۷۳ در رمان «رنگین کمان جاذبه» خود دارای صحنه‌های دقیقی از مدفوع‌خواری است